# Honkivți, Moghilău
Honkivți (în ucraineană Хоньківці) este o comună în raionul Moghilău, regiunea Vinnița, Ucraina, formată numai din satul de reședință.

## Demografie
Componența lingvistică a satului Honkivți
     Ucraineană (99,28%)
     Alte limbi (0,72%)
Conform recensământului din 2001, majoritatea populației satului Honkivți era vorbitoare de ucraineană (99,28%), existând în minoritate și vorbitori de alte limbi.